# Radiohorizont
Der Radiohorizont bezeichnet die Orte, an denen von einem Sender ausgehende direkte (also nicht gebeugte oder reflektierte) Radiowellen genau tangential zur Erdoberfläche verlaufen. Er verläuft meist in größerer Entfernung als der optische Horizont. Der mit steigender Höhe abnehmende Brechungsindex der Atmosphäre bewirkt eine Brechung von elektromagnetischen Wellen zur Erde hin. Dieser Gradient des Brechungsindex ist für Radiowellen (bis etwa 100 GHz) größer als für Licht. Daher haben auch solche Radiowellen, deren Reichweite nicht durch Effekte wie ionosphärische Reflexion gesteigert wird, eine über den optischen Horizont hinausgehende Reichweite.

## Prinzipielle Berechnungen
Diese über den optischen Horizont hinausgehende Reichweite {\displaystyle s} bis zum Radiohorizont beträgt näherungsweise
{\displaystyle s={\sqrt {2\,R\,h_{s}}}}
Mit {\displaystyle R} als Erdradius und {\displaystyle h_{s}}  als Höhe der Sendeantenne über ebener Erde.

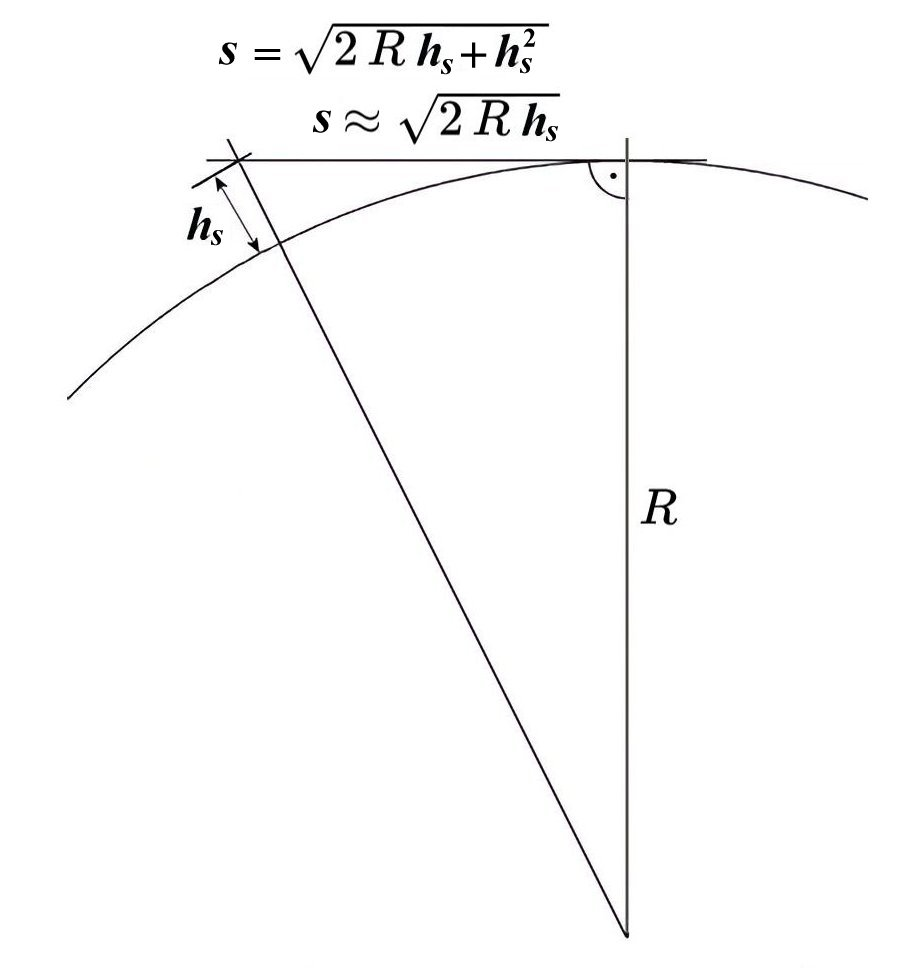
Geometrie für die Berechnung des Radiohorizonts

In grober Näherung kann in der Praxis von einer Vergrößerung des Radiohorizonts um etwa 15 % gegenüber dem optischen Horizont ausgegangen werden. Alternativ kann dies als scheinbare Vergrößerung des Erdradius aufgefasst werden. Standardmäßig wird dann von einem um den Faktor 4/3 größeren Erdradius ausgegangen.
Setzt man in diese Formel den mittleren Erdradius von 6370 km multipliziert mit dem Faktor von 4/3 für eine normale Atmosphäre ein (etwa 8500 km), so berechnet sich die Entfernung des Radiohorizonts {\displaystyle s} in km durch
{\displaystyle s=4{,}1\,{\sqrt {h_{s}}}}
mit {\displaystyle h_{s}} als Höhe der Sendeantenne in Metern über ebener Erde.

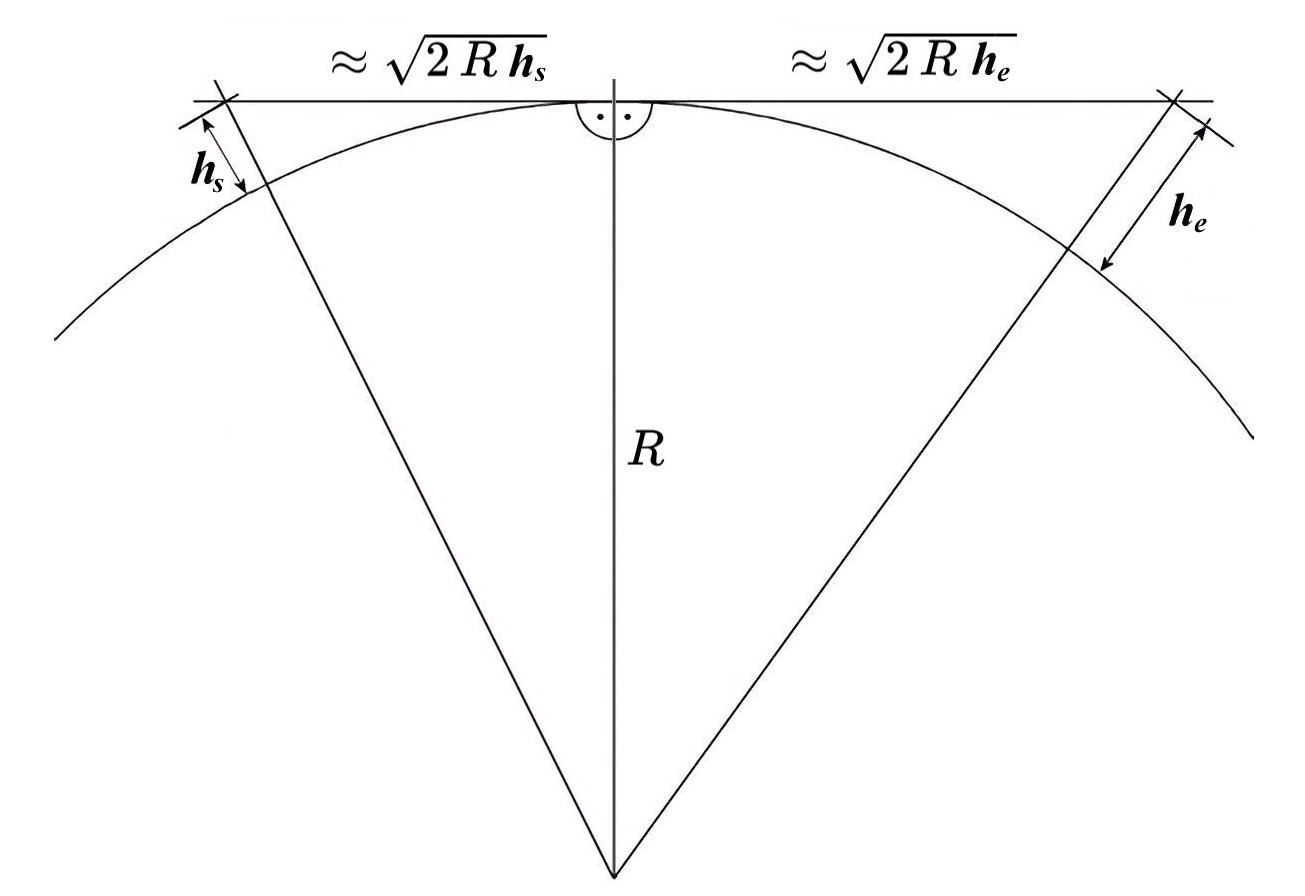
Auswirkung der Empfängerhöhe auf den Radiohorizont

Hat auch der Empfänger eine relevante Höhe über der Erde, so addieren sich die beiden Radiohorizonte. Mit folgender Formel kann dann die quasioptische Reichweite {\displaystyle d} berechnet werden
{\displaystyle d={\sqrt {2R}}\,\left({\sqrt {h_{s}}}+{\sqrt {h_{e}}}\right)}
mit {\displaystyle R} als Erdradius, {\displaystyle h_{s}} als Höhe der Sendeantenne und {\displaystyle h_{e}} als Höhe der Empfangsantenne, beide über ebener Erde.
Setzt man wiederum den um 4/3 vergrößerten Erdradius von etwa 8500 km ein, so ergibt sich die quasioptische Reichweite {\displaystyle d} in km durch
{\displaystyle d=4{,}1\,\left({\sqrt {h_{s}}}+{\sqrt {h_{e}}}\right)}
mit {\displaystyle h_{s}} als Höhe der Sendeantenne in Meter und {\displaystyle h_{e}} als Höhe der Empfangsantenne in Meter.
Diese Formeln nehmen stark vereinfachend an, dass die Erde eine Kugel ist. Höhenunterschiede im Ausbreitungsweg wie Berge und Täler werden nicht berücksichtigt. Diese Formeln stimmen über ebenem Gelände oder über dem Meer recht gut mit der Realität überein und dienen oft als erste Abschätzung bei der Berechnung des Ausbreitungspfades von Radiowellen.
Formeln zur Berechnung des Radiohorizontes aus digitalisierten Geländedaten finden sich beispielsweise in entsprechenden Quellen der Internationalen Fernmeldeunion (engl. International Telecommunication Union, ITU).
Troposphärische Ausbreitungseffekte wie Beugung, Streuung und Reflexion werden bei der Berechnung des Radiohorizonts nicht berücksichtigt. Sie bewirken eine Ausbreitung der elektromagnetischen Wellen über den Radiohorizont hinaus (Überhorizontausbreitung, englisch: Trans-horizon propagation).

## Radarhorizont
Mit denselben Formeln wird auch der Radarhorizont berechnet. Im Gegensatz zu einem Überhorizontradar basiert die Funktionsweise einer Radaranlage auf einer quasioptischen Ausbreitung der Radiowellen. Dabei ist der Radio-/Radarhorizont der Radaranlage maßgebend. Dessen Reichweite wird danach berechnet, aus welcher Entfernung ein Zielecho noch erfasst werden kann, dessen Signal von einer vorgegebenen Rückstrahlfäche reflektiert wurde (siehe Radarquerschnitt). Dann entspricht der Radiohorizont des Zieles dem der Radaranlage und ist deshalb für die Berechnung ihrer Reichweite nicht relevant. Im Gegensatz zu oben genannter Berechnung zweier Antennen findet hier also keine Addition statt.